# 小熊座π2
小熊座π2，是由π2 UMi Ursae Minoris拉丁化，位於拱極星座小熊座 的一個聯星系統。這一對的綜合視星等為6.89等，使用雙筒望遠鏡可以看出是一對恆星。根據視差， 它們位於距離太陽大約400光年處，但−32公里/秒的徑向速度使他們朝向太陽接近。
這顆恆星在1832年被斯特魯維發現是聯星，迄今已經完整地完成一次軌道週期。不過數據中有很多分散的地方，因此，軌道元素的評級被評為差。該系統具有0.96的高偏心率，它們相互繞行的週期約為172年。主星是一顆視星等7.32的F型主序星，恆星分類為F1V。較暗的伴星視星等為8.15，是一顆G型星。目前兩顆恆星之間的角間距為0.67角秒 （页面存档备份，存于）。